# بيتر غروسير
بيتر غروسير (بالألمانية: Peter Grosser)‏ هو مدرب كرة قدم ولاعب كرة قدم ألماني في مركز الوسط، ولد في 28 سبتمبر 1938 في ميونخ في ألمانيا، وتوفي بنفس المكان في 2 مارس 2021. شارك مع منتخب ألمانيا لكرة القدم. أما مع النوادي، فقد لعب مع بايرن ميونخ وريد بل سالزبورغ وميونخ 1860.

## وصلات خارجية
- بيتر غروسير على موقع قاعدة بيانات كرة القدم.إي يو (الإنجليزية)
- بيتر غروسير على موقع بيانات كرة القدم. دي إي (الألمانية)
- بيتر غروسير على موقع ناشيونال فوتبول تيمز (الإنجليزية)
- بيتر غروسير على موقع عالم كرة القدم.نت (الإنجليزية)